# Socialistas Reformistas
Socialistas Reformistas (Socialisti Riformisti) (SR) fue un pequeño partido político italiano socialdemócrata; actualmente es una corriente interna de Pueblo de la Libertad.
El partido fue fundado en 2006 por Donato Robilotta y otros miembros del Nuevo PSI (NPSI) que quería que el partido abandonara la coalición la Casa de las Libertades. Donato Robitotta fue candidato de la Rosa en el Puño de las elección general de 2006.
Después de las elecciones el partido se reincorporó al NPSI y finalmente decidió unirse al Pueblo de la Libertad de Silvio Berlusconi.